# شهرستان آیماتوف
شهرستان آیماتوف (به روسی: Айтматовский район به قرقیزی:Айтматов району، ايتماتوۋ وودانى) یک شهرستان از استان تلاس است که در شمال غربی قرقیزستان واقع شده‌است. این شهرستان دارای مساحت ۴۲۱۶ کیلومترمربع (۱۶۲۸ مایل مربع) می‌باشد. مرکز این شهرستان شهر مناس است.
تا پیش از سال ۲۰۲۳ میلادی، نام این شهرستان، شهرستان قره‌بوره (به روسی: Кара-Бууринский район به قرقیزی:Кара-Буура району، قارا بۇۇرا وودانى) بود.

## خصوصیات
شهرستان آیماتوف بر اساس آمار سال ۲۰۰۹، مشتمل بر ۲۳ منطقه مسکونی، و دارای ۵۸،۰۵۶ نفر جمعیت است.